# برده‌گر دو وارک
برده‌گر دو وارک یک روستا در ایران است که در شهرستان خرم‌آباد استان لرستان واقع شده‌است. برده‌گر دو وارک ۱۹ نفر جمعیت دارد.

## جمعیت
این روستا در دهستان کشور قرار دارد و براساس سرشماری مرکز آمار ایران در سال ۱۳۸۵، جمعیت آن ۱۹ نفر (۵ خانوار) بوده‌است.